# Bernard Bolzano

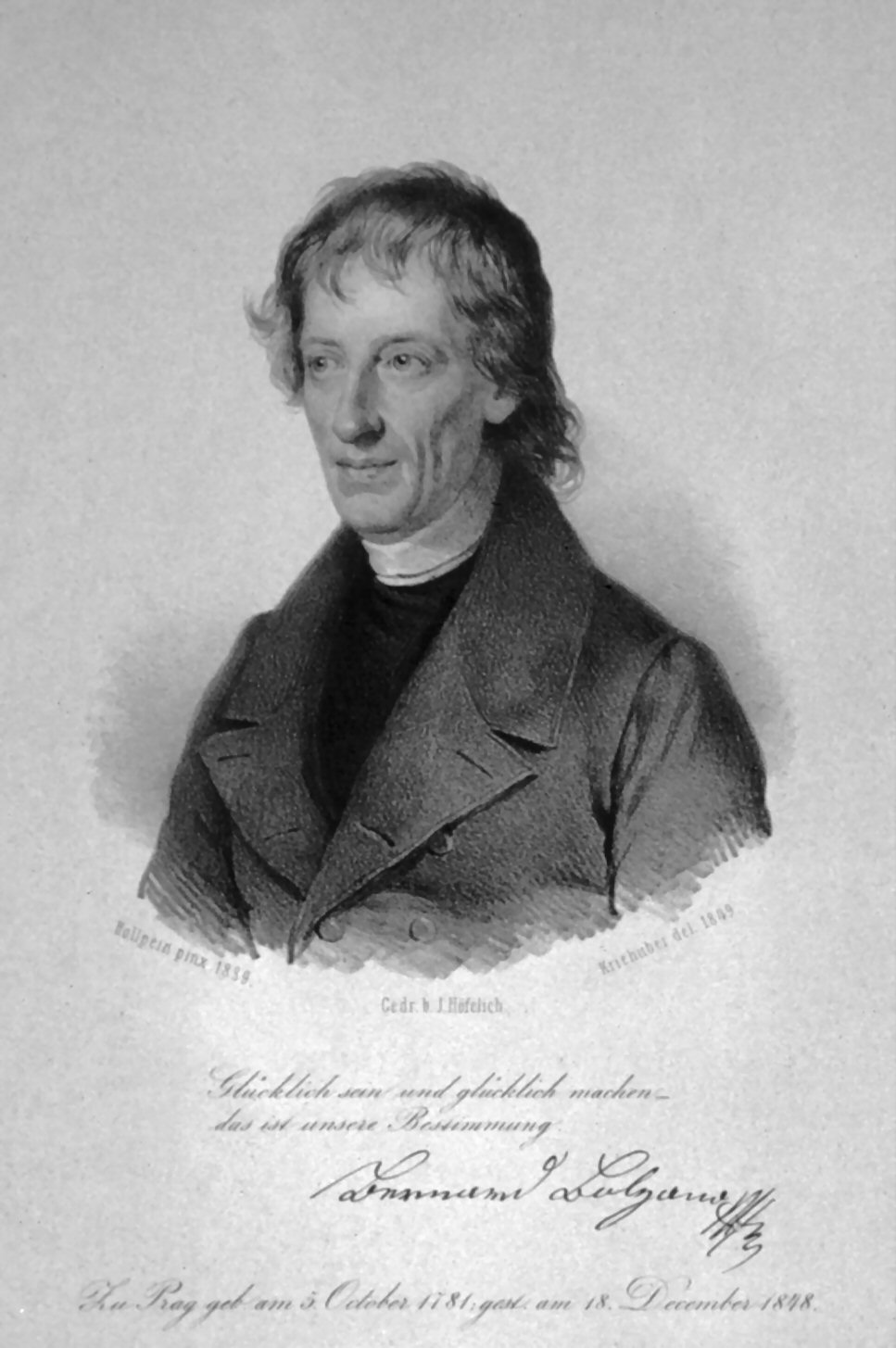
Bernard Bolzano, Lithographie von Josef Kriehuber, 1849 nach Heinrich Hollpein

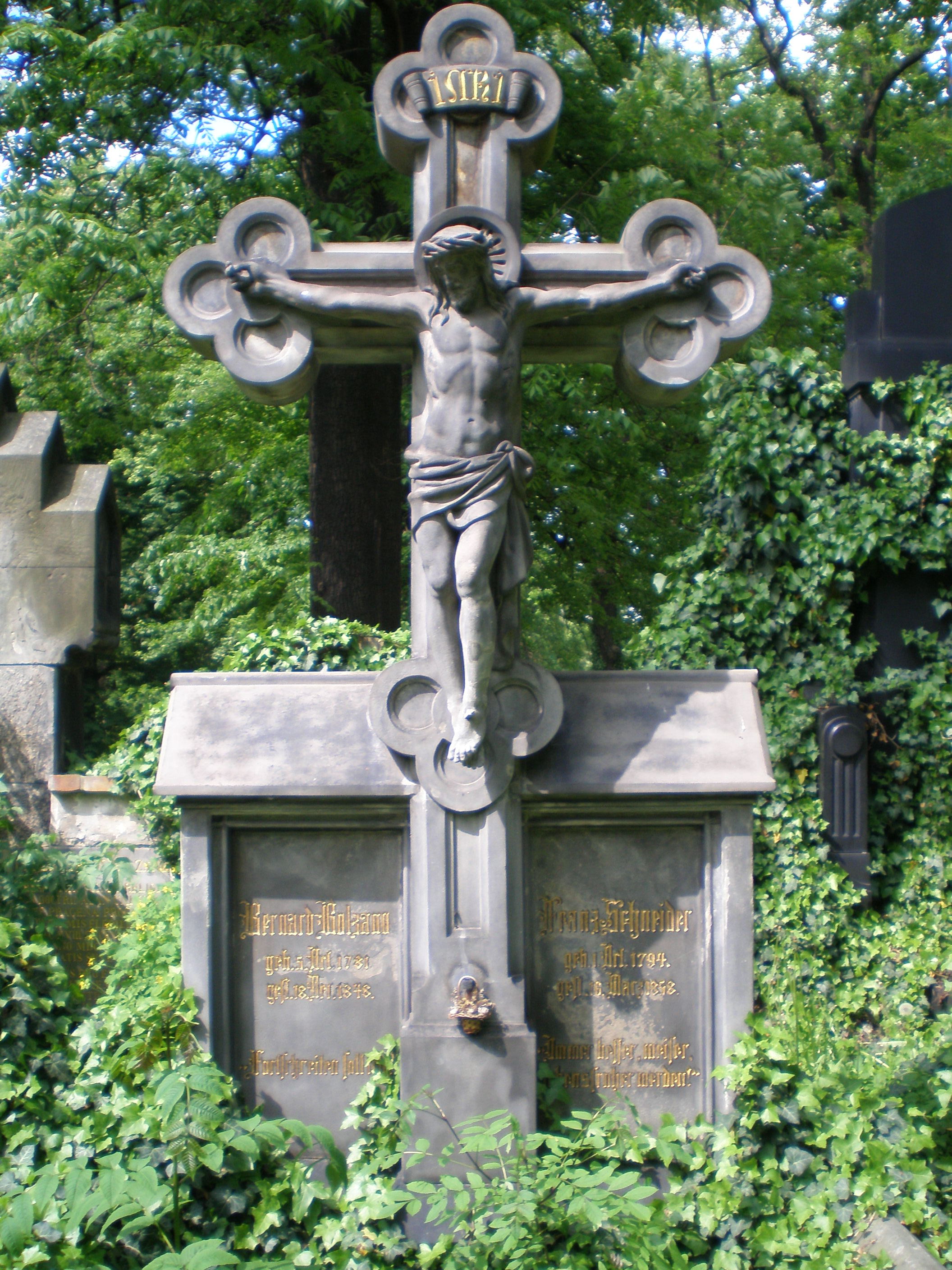
Bolzanos Grab auf dem Friedhof Olšany in Prag

Bernardus Placidus Johann Nepomuk Bolzano (* 5. Oktober 1781 in Prag, Königreich Böhmen; † 18. Dezember 1848 ebenda) war ein römisch-katholischer Priester, Philosoph und Mathematiker. Der Satz von Bolzano-Weierstraß ist nach ihm benannt.

## Leben
Bolzanos Vater war ein Kunsthändler aus Nesso (Provinz Como, Italien), seine Mutter Tochter eines deutschen Prager Kaufmanns. Sein jüngerer Bruder war der Prager Mediziner Peter Bolzano (1794–1818). In seiner Kindheit wurde er stark von der Religiosität seiner Familie geprägt. Schon in der Jugend beschäftigte er sich mit wissenschaftlicher und politischer Literatur.
Nachdem er von 1791 bis 1796 das Gymnasium besucht hatte, studierte er Philosophie, Mathematik und Physik an der Prager Karls-Universität. Im Herbst 1801 begann er ein Theologiestudium, worauf er im Wintersemester 1804/05 zum Dr. phil. promovierte. Von 1786 bis 1872 war dafür an österreichischen Universitäten lediglich eine Prüfung und keine Dissertation erforderlich. 1805 wurde er zum Priester geweiht und provisorischer Inhaber des neu errichteten Lehrstuhls für Religionsphilosophie. Obwohl er sich auch um den Lehrstuhl für Elementarmathematik bemühte, wurde dieser anderweitig besetzt. Am 2. Oktober 1806 wurde er zum ordentlichen Professor ernannt.
Er wurde am 19. Februar 1815 Mitglied der Königlichen Böhmischen Gesellschaft der Wissenschaften und 1818 Dekan der Philosophischen Fakultät der Prager Universität sowie Direktor der Naturwissenschaftlichen Abteilung der Königlichen Böhmischen Gesellschaft der Wissenschaften.
Von seinen Studenten wurde er wegen seiner liberalen und böhmisch-patriotischen Ansichten bewundert. Bolzano, Sohn eines Italieners und einer Prager Deutschen, wollte die Nationalismen überwinden in einem übergreifenden böhmischen Patriotismus. Josef Mühlberger schreibt in seiner Geschichte der deutschen Literatur in Böhmen (München-Wien 1981): „Zu den trennenden Schranken zählte er auch den Nationalismus. Bolzano wurde zu einem Begründer und einer Stütze des Bohemismus, der sich über die beiden Nationen des Landes hinaus in gleicher Liebe und Verantwortung dem beiden Nationen gemeinsamen böhmischen Land verpflichtet fühlte.“ Seine Vorlesungen waren von gesellschaftlicher Kritik und analytischem Scharfsinn geprägt. Bolzano kritisierte die Österreichische Verfassung und vertrat pazifistische und sozialistische Ansichten, deshalb wurde er am 24. Dezember 1819, begründet durch angebliche Irrlehren, von Kaiser Franz I. seines Amtes enthoben. Ihm wurde untersagt, weiterhin öffentliche Tätigkeiten anzunehmen. Die Entlassung war der Höhepunkt einer von 1816 bis 1825 dauernden Untersuchung gegen Bolzano, in der ihm auch die Inhaftierung drohte. Der erste Band seiner Erbauungsreden (1813) und sein Lehrbuch der Religionswissenschaft wurden 1828 bzw. 1839 auf den Index gesetzt. Nach dem Tod Franz’ I. 1835 wurde die Überwachung Bolzanos gemildert. In den 1840er Jahren wurde ihm genehmigt, in den Abhandlungen der Königlichen Böhmischen Gesellschaft der Wissenschaften Arbeiten nichttheologischen Inhalts zu veröffentlichen.
Ab 1823 verbrachte er die Sommermonate in dem südböhmischen Dorf Těchobuz auf dem Gut der Familie Hoffmann. Von 1830 an wohnte er dort ganz. In den 1830er Jahren konzentrierte er seine Studien auf Reelle Zahlen. Er schrieb ein Werk über reelle Funktionen und fand das erste Beispiel einer stetigen, nirgends differenzierbaren Funktion (Bolzanofunktion).
Kurz bevor 1842 Anna Hoffmann starb, kehrte er zu seinem Bruder nach Prag zurück. Am 18. Dezember 1848 starb auch Bolzano in Prag und hinterließ einen umfangreichen handschriftlichen Nachlass.
Im Jahr 1885 wurde in Prag, nahe dem heutigen Hauptbahnhof, die damals neu erbaute Bolzanova-Straße nach ihm benannt. Die Straße trägt bis heute seinen Namen. Im Jahr 1975 wurde in Wien-Floridsdorf die Bernhard-Bolzano-Gasse nach ihm benannt. Der Asteroid des äußeren Hauptgürtels (2622) Bolzano trägt auch seinen Namen.

## Werk
Als Mathematiker betrieb er Grundlagenforschung in der Analysis. Er konstruierte vermutlich als erster eine Funktion, die überall stetig, aber nirgends differenzierbar ist (Bolzanofunktion). Ferner beschäftigte er sich mit großen und unendlich kleinen Zahlen.
In einem Aufsatz von 1817 bewies er den Zwischenwertsatz und führte Cauchy-Folgen ein, vier Jahre vor Augustin-Louis Cauchy. Bolzanos Arbeiten zu einer strengeren Grundlegung der Analysis wurden von seinen Zeitgenossen im Gegensatz zu denen von Cauchy kaum beachtet und erst in der zweiten Hälfte des 19. Jahrhunderts gewürdigt (zum Beispiel von Hermann Hankel, Hermann Amandus Schwarz, Otto Stolz). Nach ihm benannt ist der mathematische Satz von Bolzano-Weierstraß.
Im 1851 posthum erschienenen Hauptwerk: Paradoxien des Unendlichen (1847) sammelte er eine Vielzahl von Erkenntnissen über endliche und unendliche Mengen und führte den Begriff der Menge als Fachwort in die Mathematik ein.
Bolzanos philosophisches Werk ist von großer Bedeutung. Vor allem in seiner vierbändigen Wissenschaftslehre nimmt er zahlreiche Entwicklungen und Tendenzen der späteren Phänomenologie sowie der späteren analytischen Philosophie vorweg. Bemerkenswert ist dabei auch die Spannweite seiner philosophischen Arbeit: Sie reicht vom Utilitarismus (Ethik) über Logik, Ontologie, Erkenntnis- und Wissenschaftstheorie, Ästhetik bis in die Religionsphilosophie hinein, wobei sich Bolzano in seinen Erbauungsreden durchaus auch mit allgemeinen Fragen des gesellschaftlichen Lebens auseinandersetzt (z. B. der Vaterlandsliebe).
Wegen Bolzanos oppositioneller Haltung zur kaiserlichen Autorität blieben zu seinen Lebzeiten viele seiner Werke in Manuskriptform und wurden erst spät nach seinem Tod wiederentdeckt. Im Folgenden sind einige seiner Werke nach dem Jahr ihrer Veröffentlichung aufgezählt.
- Beyträge zu einer begründeteren Darstellung der Mathematik. Erste Lieferung[4]. Caspar Widtmann, Prag 1810 (online).
- mit Johann Nepomuk Grün: Erbauungsreden für Akademiker, Verlag Kaspar Widtmann, Prag 1813.
- Über die Vaterlandsliebe. (Gehalten am Feste der Reinigung Mariens im Jahre 1810). In: Dr. Bernard Bolzano’s Erbauungsreden an die akademische Jugend. Band 2. In Commission bei Wenzel Heß, Prag 1850, S. 145–156 (online).
- Der binomische Lehrsatz, und als Folgerung aus ihm der polynomische und die Reihen, die zur Berechnung der Logarithmen und Exponentialgrössen dienen, genauer als bisher erwiesen. Enders, Prag 1816 (online).
- Über das Verhältniß der beiden Volksstämme in Böhmen. [3 Vorträge]. (Gehalten am siebenten[, achten und neunten] Sonntage nach Pfingsten im Jahre 1816). In: Dr. Bernard Bolzano’s Erbauungsreden an die akademische Jugend. Band 2. In Commission bei Wenzel Heß, Prag 1850, S. 156–180 (online).
- Rein analytischer Beweis des Lehrsatzes, daß zwischen zwey Werthen, die ein entgegengesetztes Resultat gewähren, wenigstens eine reelle Wurzel der Gleichung liege. Prag 1817 (online).
- Etwas aus der Logik. Prag 22. Februar 1820 (online).
- Athanasia oder Gründe für die Unsterblichkeit der Seele. Seidel, Sulzbach 1827 (online).
- Functionenlehre. Herausgegeben und mit Anmerkungen versehen von Karel Rychlik. In: Bernard Bolzanos Schriften, herausgegeben von der Königlich Böhmischen Gesellschaft der Wissenschaften, Band 1, Prag 1930.
- Lehrbuch der Religionswissenschaft, ein Abdruck der Vorlesungshefte eines ehemaligen Religionslehrers an einer katholischen Universität. 3 Theile (in 4). Seidel, Sulzbach 1834 (online: Theil 1, Theil 2, Theil 3, Band 1, Theil 3, Band 2).
- Wissenschaftslehre. Versuch einer ausführlichen und größtentheils neuen Darstellung der Logik mit steter Rücksicht auf deren bisherige Bearbeiter. 4 Bände. Seidel, Sulzbach 1837 (online: Band 1, Band 2, Band 3, Band 4).
- Abhandlungen zur Ästhetik. Über den Begriff des Schönen. Eine philosophische Abhandlung. In: Abhandlungen der Königlichen Böhmischen Gesellschaft der Wissenschaften. Folge 5, Band 3, 1843/1844, ZDB-ID 210026-5, S. 1–92 (online).
- Über die Eintheilung der schönen Künste. Eine ästhetische Abhandlung. In: Abhandlungen der Königlichen Böhmischen Gesellschaft der Wissenschaften. Folge 5, Band 6, 1848/1850, S. 133–178 (online).
- Paradoxien des Unendlichen. Herausgegeben aus dem schriftlichen Nachlasse des Verfassers von Fr. Přihonsky. Reclam, Leipzig 1851 (online).

### Kritische Werkedition
- Bernard Bolzano: Gesamtausgabe. Herausgegeben von Eduard Winter, Jan Berg, Friedrich Kambartel, Jaromír Loužil, Edgar Morscher und Bob van Rootselaar. 132 Bände. Frommann-Holzboog, Stuttgart-Bad Cannstatt 1969 ff.

### Weitere Primärliteratur
- Bernard Bolzano: Paradoxien des Unendlichen (= Philosophische Bibliothek. 630). Mit einer Einleitung und Anmerkungen herausgegeben von Christian Tapp. Meiner Hamburg 2012, ISBN 978-3-7873-2161-2.
- Bernard Bolzano: 24 Erbauungsreden. 1808–1820. Nach Original-Handschriften transkribiert und herausgegeben von Kurt F. Strasser. Böhlau, Wien u. a. 2001, ISBN 3-205-99441-8.

### Sekundärliteratur

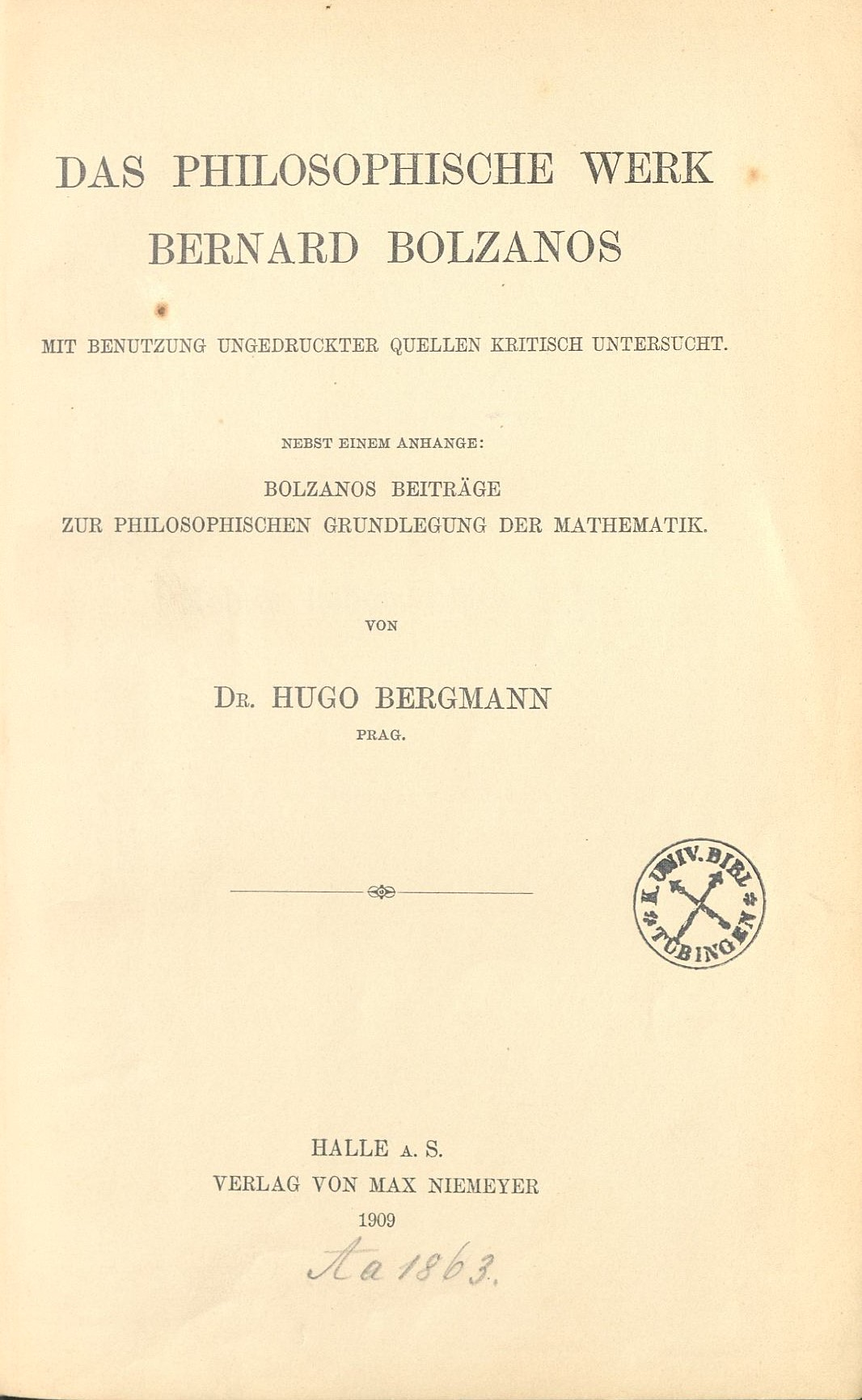
Hugo Bergmann (1909)

- Kurt Blaukopf: Die Ästhetik Bernard Bolzanos. Begriffskritik, Objektivismus, „echte“ Spekulation und Ansätze zum Empirismus (= Beiträge zur Bolzano-Forschung. 8). Academia, Sankt Augustin 1996, ISBN 3-89665-010-6.
- Curt Christian (Hrsg.): Bernard Bolzano, Leben und Wirkung (= Österreichische Akademie der Wissenschaften. Philosophisch-Historische Klasse. Sitzungsberichte. 391 = Österreichische Akademie der Wissenschaften. Veröffentlichungen der Kommission für Geschichte der Mathematik, Naturwissenschaften und Medizin. 38). Verlag der Österreichischen Akademie der Wissenschaften, Wien 1981, ISBN 3-7001-0433-2.
- Peter Demetz: Bernard Bolzano – Sprachtheorie und Nationalitätenkonflikt. In: Peter Demetz: Böhmen böhmisch. Essays. Zsolnay, Wien 2006, ISBN 3-552-05373-5, S. 28 ff.
- Peter Demetz: Auf den Spuren Bernard Bolzanos. Essays (= Arco Wissenschaft. 24). Arco, Wuppertal 2013, ISBN 978-3-938375-49-5.
- Vojtěch Jarník: Bolzano and the foundations of mathematical analysis. 1781–1981. Society of Czechoslovak Mathematicians and Physicists, Prag 1981.
- Wolfgang Künne: Bernard Bolzano. Seine Zeit und sein Leben, sein Werk und seine Wirkung. Vittorio Klostermann, Frankfurt am Main 2024, ISBN 978-3-465-04653-0.
- Edgar Morscher (Hrsg.): Bernard Bolzanos geistiges Erbe für das 21. Jahrhundert. Beiträge zum Bolzano-Symposium der Österreichischen Forschungsgemeinschaft im Dezember 1998 in Wien (= Beiträge zur Bolzano-Forschung. 11). Academia, Sankt Augustin 1999, ISBN 3-89665-013-0.
- Edgar Morscher: Bernard Bolzanos System der Philosophie. Frommann-Holzboog, Bad Cannstatt 2024, ISBN 978-3-7728-2659-7.
- Lubos Novy: Bolzano. In: Hans Wussing, Wolfgang Arnold (Hrsg.): Biographien bedeutender Mathematiker. Eine Sammlung von Biographien. 3. Auflage. Volk und Wissen, Berlin 1983.
- Paul Rusnock und Jan Šebestik: Bernard Bolzano. His Life and Work. Oxford University Press, Oxford u. a. 2019, ISBN 0-19-882368-1.
- Steve Russ: The Mathematical Works of Bernard Bolzano. Oxford University Press, Oxford u. a. 2004, ISBN 0-19-853930-4.
- Giuseppe Rutto: Bernard Bolzano. Reformkatholizismus e utopia nella Praga della restaurazione. Giappichelli, Turin 1984, ISBN 88-348-4122-0.
- Jan Šebestik: Logique et mathématique chez Bernard Bolzano. Librairie philosophique J. Vrin, Paris 1992, ISBN 2-7116-1067-5.
- Mark Siebel: Der Begriff der Ableitbarkeit bei Bolzano (= Beitrage zur Bolzano-Forschung 7), Academia, Sankt Augustin 1996.
- Ingo Stöckmann: Logistik des Schönen. Bernard Bolzanos Ästhetik. Mit einer Bemerkung zur nachhegelschen Ästhetik. In: Deutsche Vierteljahrsschrift für Literaturwissenschaft und Geistesgeschichte 98 (2024), H. 2, S. 223–577.
- Otto Stolz: B. Bolzano’s Bedeutung in der Geschichte der Infinitesimalrechnung. In: Mathematische Annalen. Band 18, Nr. 2/3, 1881, S. 255–279.
- Kurt F. Strasser: Bernard Bolzano (1781–1848). Ein böhmischer Aufklärer (= Intellektuelles Prag im 19. und 20. Jahrhundert. 16). Böhlau, Wien u. a. 2020, ISBN 978-3-412-51750-2.
- Kazimír Večerka: Bernard Bolzano: Anti-Euklid. In: Acta historiae naturalium necnon technicarum. Band 11, 1967, S. 203–215.
- Achim Vesper: Betrachten und Unterscheiden. Bolzano über die Begrifflichkeit der ästhetischen Wahrnehmung. In: Astrid Bauereisen, Stephan Pabst, Achim Vesper (Hrsg.): Kunst und Wissen. Beziehungen zwischen Ästhetik und Erkenntnistheorie im 18. und 19. Jahrhundert (= Stiftung für Romantikforschung. 38). Königshausen & Neumann, Würzburg 2009, ISBN 978-3-8260-3476-3, S. 103–118.
- Karl Werner: Bolzano, Bernhard. In: Allgemeine Deutsche Biographie (ADB). Band 3, Duncker & Humblot, Leipzig 1876, S. 116–118.
- Klaus-Gunther Wesseling: BOLZANO, Bern[h]ard (Taufname: Bernardus Placidus Johann Nepomuk B.). In: Biographisch-Bibliographisches Kirchenlexikon (BBKL). Band 16, Bautz, Herzberg 1999, ISBN 3-88309-079-4, Sp. 152–199 (Artikel/Artikelanfang im Internet-Archive).
- Eduard Winter: Bolzano, Bernard. In: Neue Deutsche Biographie (NDB). Band 2, Duncker & Humblot, Berlin 1955, ISBN 3-428-00183-4, S. 438–440 (Digitalisat).
- Eduard Winter: Bernard Bolzano. Ein Lebensbild (= Bernard Bolzano-Gesamtausgabe. Einleitungsband 1). Fromann, Stuttgart-Bad Cannstatt 1969.
- Constantin von Wurzbach: Bolzano, Bernhard. In: Biographisches Lexikon des Kaiserthums Oesterreich. 2. Theil. Verlag der typografisch-literarisch-artistischen Anstalt (L. C. Zamarski, C. Dittmarsch & Comp.), Wien 1857, S. 35–39 (Digitalisat).
- Gregor Zeithammer: Biographie Bolzanos. (1836) (= Bernard Bolzano-Gesamtausgabe. Reihe 4: Dokumente. 2). Herausgegeben von Gerhard Zwerschke. Fromann, Stuttgart/Bad Cannstatt 1997, ISBN 3-7728-1836-6.